# Francisco Ruiz Velasco
Pour les articles homonymes, voir Francisco Ruiz, Ruiz et Velasco.
Francisco Ruiz Velasco est un scénariste, dessinateur, coloriste mexicain de bande dessinée.

## Biographie
Il est né en 1972, à Aguascalientes au Mexique. À partir du milieu des années 1990, il fit partie des fondateurs de Cygnus Comics, un collectif qui vendait et créait des comics (au nombre desquels B-Squad, sa série), à la manière d’Image Comics. En 1999, il fonda le Studio F avec Edgar Delgado, Raúl Treviño et Oscar Carreño, consacré principalement à des travaux de colorisation pour des commanditaires américains, sur les séries dessinées par Francisco Ruiz Velasco lui-même, ou d’autres artistes espagnols (Humberto Ramos -Out There, Peter Parker: Spider-Man- ou Ladronn -la minisérie Inhumans-), mais aussi sur la mini Banner dessinée par Richard Corben.
En 2000, il se lance sur le marché américain, chez Dark Horse, commençant par deux épisodes de Ghost, avant de publier sa mini-série Battle Gods : Warriors of the Chaak (traduite par Semic). Il réalisa aussi l’encrage d’un one-shot SpyBoy dessiné par Carlo Barberi, la couverture d’un SpyBoy Special, Star Wars Tales #7 et 10 , El Diablo: Tales of Sanctuary (Traduit par Albin Michel, sous le titre Diablo, Le Sanctuaire)….
Il travaillera ensuite en 2003 pour Marvel Comics, principalement sur Thunderbolts (#76-81, "Fight Club") mais réalisant aussi des travaux de coloriste. Puis en 2004 sur les numéro 18 et 19 de Wildcats 3.0 pour Wildstorm.
En 2005, à la suite du décès du dessinateur Jean-Florian Tello, il assure le dessin du tome 3 de la série Marshall publiée par les Humanoïdes Associés.

## Publications
(les titres suivis d'un* ont été traduits en français)

### Travaux mexicains
- B-Squad

### Dark Horse
- Lone Wolf 2100 #1-11, The Red File
- Battle Gods : Warriors of the Chaak #1-9
- Go Boy 7: Human Action Machine #1-5 (Couvertures)
- BMW Films': The Hire #1-4 (of 6)
- Star Wars Tales #7-10
- Star Wars: Boba Fett - Agent of Doom
- El Diablo: Tales of Sanctuary
- Ghost #16-17 When the Devil Daydreams, premier travail publié par Dark Horse

### Marvel
- Thunderbolts #76-81 (Thunderbolts TPB: How to Lose 1)
- Heroes 1 (Couleurs)
- Inhumans (III) #3-4 (Couleurs)

### Wildstorm
- Wildcats 3.0 #18-19

### les Humanoïdes Associés
- Marshall t.3 : Litanies Vespérales

#### Échantillons de son travail
- Pages de Battle Gods: Warriors of the Chaak #1 (of 9) sur le site de Dark Horse
- Diablo: Tales of Sanctuary
- Ghost #16-17 When the Devil Daydreams
- Lone Wolf 2100 #1 (of 4)
- Lone Wolf 2100 #10
- Lone Wolf 2100 #11
- Lone Wolf 2100 Vol 1: Shadows on Saplings TPB
- Lone Wolf 2100 Vol 2 : The Language of Chaos TPB
- Lone Wolf 2100 Vol 3 : Pattern Storm TPB
- Pages de Marshall - vol. 3 Litanies Vespérales sur le site des Humanoïdes Associés